# Igraća palica
Igraća palica (eng. joystick) ime je za ulaznu jedinicu na računalu ili igraćoj konzoli koja služi za upravljanje igrama u dvije dimenzije, rjeđe u tri. Izgledom sliči na upravljačke palice koje se nalaze u modernim zrakoplovima. 
Sastoji se od četiri osnovna dijela: kućišta, palice, tipaka te kabela s utičnicom. Način rada je jednostavan: korisnik pokretom palice lijevo-desno mijenja veličinu horizontale X, dok pokret naprijed nazad mijenja se vrijednost vertikale Y.  Treća dimenzija je moguća, i ona ovisi o odlukama dizajnera palice; obično se izvodi kroz rotiranje palice lijevo-desno. Na palici ili na kućištu moguće je pronaći jednu ili više tipaka ili prekidača koji imaju posebne namjene: ispaljivanje oružja, dodavanje brzine, skok, udarac, ubrzanje, veliki skok...